# الشيخ داود (أسيوط)
قرية الشيخ داود هي إحدى القرى التابعة لمركز القوصية في محافظة أسيوط في جمهورية مصر العربية. حسب إحصاءات سنة 2006، بلغ إجمالي السكان في الشيخ داود 4103 نسمة، منهم 1958 رجل و2145 امرأة، ومن أعلامها حكمت أبو زيد أول وزيرة مصرية.